# Dog Shy
Dog Shy è un film muto del 1926 diretto da Leo McCarey con protagonista Charley Chase.

## Trama
Charley ha paura dei cani, e uno lo segue dentro la cabina telefonica, che un soffocante aristocratico ha appena lasciato per continuare a chiamare al telefono la sua fidanzata, che sta venendo costretta dai suoi genitori a sposarlo. Charley è d'accordo ad aiutare la ragazza, e è erroneamente assunto come un maggiordomo alla stessa casa.
Quella sera, c'è una grande festa alla casa, ed egli deve scoprire quale delle 20 ragazze là è la gusta. La trova, e ottiene l'ordine di lavare il duca, il suo cane, ma egli pensa che ella stia parlando del suo futuro genero.
Intanto, il padre, stufo del cane aggressivo, dà ad un altro domestico l'ordine di buttare via il cane a mezzanotte, quando egli lo sente ululare come un cane, il cane sarà buttato da lui fuori dalla finestra. Il fidanzato aristocratico è in realtà un ladro, e ha intenzione di buttare la cassaforte fuori dalla finestra, il suo partner complice sarà preparato.

## Distribuzione
Il film venne distribuito il 4 aprile 1926.